# Die Dschunke
Die Dschunke war eine deutschsprachige Literaturzeitschrift in Peking von 1940 bis 1945.

## Geschichte
Seit April 1940 erschien Die Dschunke, herausgegeben durch den Publizisten Erich Wilberg in einem eigenen Verlag in Peking, maßgeblich unterstützt von Vincenz Hundhausen. Sie war die einzige Literaturzeitschrift für die zahlreichen deutschsprachigen Emigranten in China in dieser Zeit, die vor allem in Shanghai lebten.
Sie erschien monatlich, die letzte Nummer 63 im Jahr 1945.

## Inhalt und Gestaltung
Die Dschunke  erschien in Kleinoktavheften mit einem graugrünen Pappumschlag auf verhältnismäßig schlechtem Papier.
Sie enthielt vor allem literarische Texte, dazu Biographien und Würdigungen von Autoren und weiteren kulturell bedeutenden Personen, Berichte über Kunst und ähnliches. Zu den Autoren gehörten einige Emigranten, die in China lebten, dazu viele deutschsprachige Schriftsteller, wie Schiller, Hölderlin, Georg Forster, Nietzsche, Wilhelm Busch, Christian Morgenstern usw. Dazu gab es einige übersetzte Texte chinesischer Autoren, seltener auch japanischer oder koreanischer Autoren.